# Змиянская вышивка
Змиянская вышивка (серб. Змијањски вез) — специфическая техника вышивки, которой традиционно занимаются женщины в сёлах области Змияне Республики Сербской в Боснии и Герцеговине. Отличается богатством орнаментов и сложностью техники. В 2014 году она была включена в список шедевров устного и нематериального культурного наследия человечества ЮНЕСКО. Змиянская вышивка является важной частью традиционного змиянского женского костюма.
Традиционная змиянская ручная вышивка используется для украшения женских костюмов и предметов домашнего обихода, в частности, свадебных платьев, одежды, шарфов, постельных принадлежностей. Для этой вышивки характерно использование нити тёмно-синего цвета на белом фоне для вышивания геометрических или цветочных орнаментов. В её отличие от видов вышивки других регионов Боснии и Герцеговины, где использыется два или четыре цвета. Сложность вышитого рисунка определял социальный статус жительницы села. Змиянской вышивкой женщины традиционно занимаются в коллективе, при этом они зачастую беседуют друг с другом или поют. В наши дни женщины нередко носят одежду со змиянской вышивкой чтобы подчеркнуть своё происхождение.
Техника змиянской вышивки сформировалась в середине XIX века. До начала XX века эта вышивка наносилась только на льняную или конопляную ткань. С середины XX века до начала XXI века змиянская вышивка наносится на хлопковую ткань. Каждая вышивальщица привносит в технику вышивки что-то своё, навыки и умения передаются из поколения в поколения. Современный образ жизни и глобализация могут поставить это традиционное ремесло под угрозу исчезновения. Поэтому организуются различные курсы по обучению змиянской вышивке.
Существует четыре основных техники змиянской ручная вышивки: «прорлак», «подвлакно», «пруталачка» и «крстачка». Из перечисленного преобладает «крстачка» (вышивка крестиком).